# Beresford, New Brunswick
Beresford är en ort i Kanada.   Den ligger i provinsen New Brunswick, i den östra delen av landet, 800 km öster om huvudstaden Ottawa. Beresford ligger 10 meter över havet och antalet invånare är 4 351.
Terrängen runt Beresford är platt. Havet är nära Beresford åt nordost. Närmaste större samhälle är Bathurst, 8,9 km söder om Beresford.
I omgivningarna runt Beresford växer i huvudsak blandskog.